# Peter Olofsson
Peter Olofsson, švedski rokometaš, * 15. junij 1957.
Leta 1984 je na poletnih olimpijskih igrah v Los Angelesu v sestavi švedske rokometne reprezentance osvojil 5. mesto.